# Sherco
Sherco è una casa motociclistica produttrice soprattutto di moto da trial nata nel 1998. Il nome Sherco deriva dalla Sherpa (storico modello di Bultaco anni sessanta) e Bultaco stesso.

## La storia

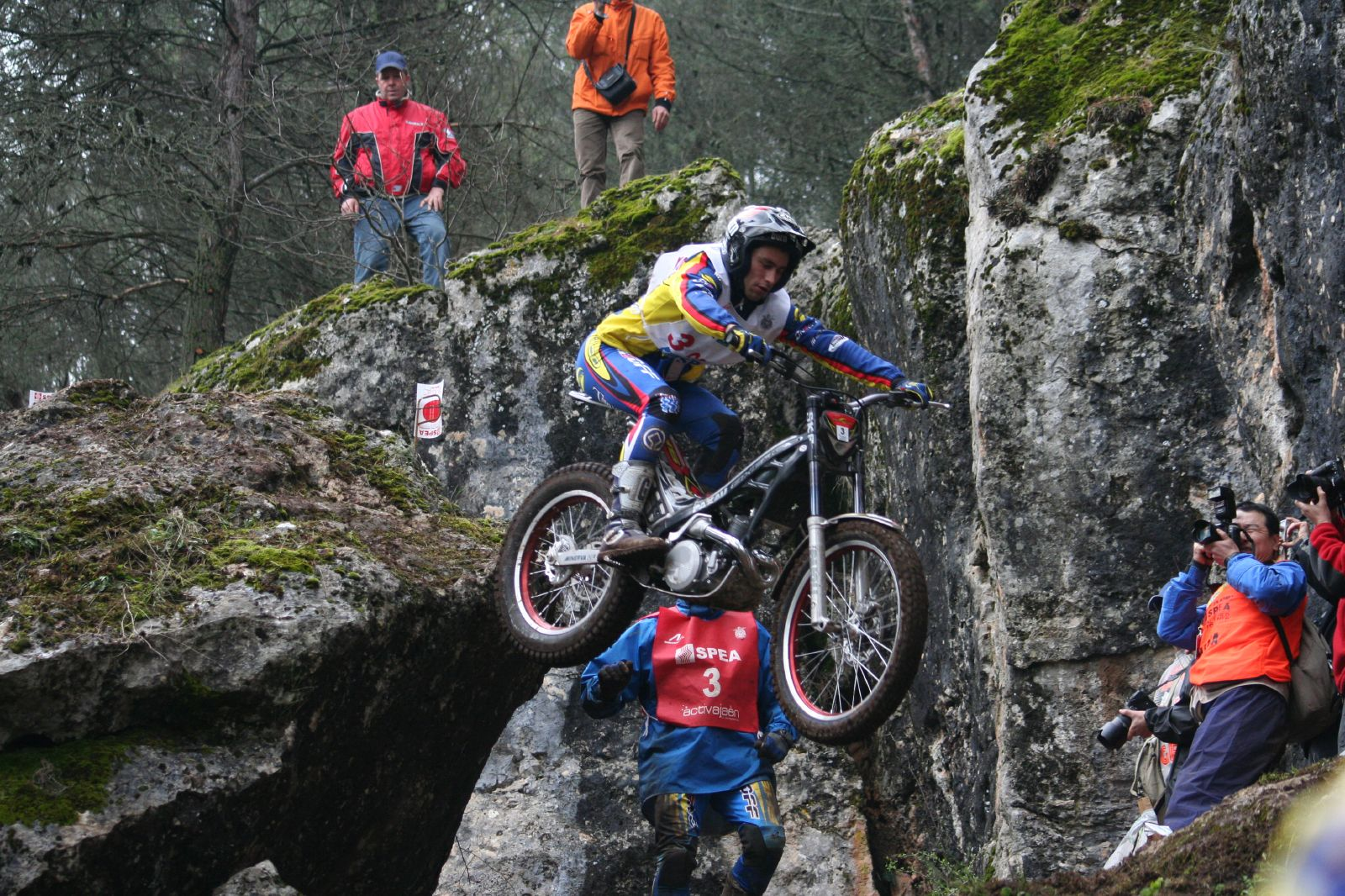
Cabestany su Sherco nel 2007

Creata nel 1998 da Marc Teissier e Andreu Codina dopo che lo stesso aveva acquisito i diritti di utilizzo del marchio storico Bultaco, la sede originaria dell'azienda è a Caldes de Montbui, nelle vicinanze di Barcellona in Spagna dove è ubicata l'intera produzione di moto da trial.
La produzione iniziale era marchiata come Bultaco Sherco, diventando quella attuale a partire dal 2001.
Dal 2002, dopo l'acquisizione dell'azienda francese HRD Company, è attivo anche uno stabilimento a Nîmes in Francia dove vengono costruite moto da enduro e da supermotard.
L'impegno agonistico della casa nel mondiale di trial è nell'appoggio al pilota Albert Cabestany e tra le innovazioni più importanti vi è stata la presentazione in questo tipo di competizioni del motore a quattro tempi, avvenuta nel 2004 con la Sherco ST.
Nel 2009 Marc Tessier ha anche riacquisito i diritti del marchio francese Scorpa di cui era stato uno dei fondatori e le produzioni dei due marchi sono diventate complementari
Nel 2011 viene presentato il prototipo Sherco MR3 per la categoria Moto3.